# Гомофилия
Гомофили́я (от древнегреческого: homoû, 'вместе' + philíē, 'дружба, любовь') — это тенденция индивидов ассоциироваться и образовывать связи с другими подобными, как в пословице «рыбак рыбака видит издалека». Присутствие гомофилии было обнаружено в большом числе исследований сетей: более 100 исследований выявили гомофилию в той или иной форме и установили, что сходство ассоциировано со связями. Категории, в которых возникает гомофилия, включают: возраст, гендер, социальный класс и организационную роль.
Противоположностью гомофилии является гетерофилия или перемешивание. Индивиды в гомофильных отношениях разделяют схожие характеристики (убеждения, ценности, образование и т. д.), что облегчает коммуникацию и образование связи. Гомофилия в размножающихся парах у животных тщательно изучалась в области эволюционной биологии, где она известна как ассортативное спаривание. Гомофилия в размножающихся парах является распространённой в природных размножающихся популяциях животных.
У гомофилии есть ряд социальных и экономических следствий.

## Типы и направления

### Контрольная группа против родственного спаривания
Чтобы проверить значимость гомофилии, исследователи различают два типа:
- Гомофилия контрольной группы (Baseline homophily): просто количество гомофилии, которое можно ожидать случайным образом, учитывая существующее неровное распределение людей с различными характеристиками; и
- Гомофилия родственного спаривания (Inbreeding homophily): количество гомофилии сверх ожидаемого значения, как правило, вследствие персональных предпочтений и выбора.

### Статус против значения
В своей оригинальной формулировке гомофилии Пол Лазарсфелд и Роберт Мертон (Paul Lazarsfeld, Robert K. Merton, 1954) различали гомофилию по статусу (status homophily) и гомофилию по значению (value homophily), обнаружив, что индивиды со схожими характеристиками социального статуса с большей вероятностью ассоциируются друг с другом, чем случайно:
- Гомофилия по статусу: включает врождённые характеристики (например, раса, национальность, пол и возраст) и приобретённые характеристики (например, религия и образование).
- Гомофилия по значению: включает ассоциацию с другими, кто думает схожим образом, независимо от различий в статусных характеристиках.

### Направления

#### Раса и этнические признаки
Социальные сети в современных США сильно разделены по признаку расы и этнической группы, что приводит к большей пропорциигомофилии родственного спаривания (впрочем, классификация по этим критериям может быть проблематичной в социологии, из-за размытых границ и различных определений расы).
У групп меньшего размера меньше расовое разнообразие, просто из-за числа членов. Поэтому в группах расового и этнического меньшинства имеется тенденция к более высокому уровню гомофилии контрольной группы. Признаки расы и этнической группы также коррелируют с уровнем образования и родом занятий, что ещё больше усиливает гомофилию контрольной группы.

#### Пол и гендер
В отношении пола и гендера гомофилия контрольной группы сетей относительно низка в сравнении с расой и этнической группой. Мужчины и женщины зачастую живут вместе и все они представляют собой большие, примерно равного размера популяции. Наибольшая часть гомофилии по полу имеет тип контрольной группы. В особенности, в школах ученики имеют тенденцию к высокой гомофилии по гендеру.

#### Возраст
Наибольшая часть гомофилии по возрасту имеет тип контрольной группы. Интересный паттерн гомофилии контрольной группы по возрасту для групп разных возрастов был обнаружен Марсденом (Marsden, 1988). Он указал на сильную связь между чьим-либо возрастом и социальной дистанцией до других людей, с учётом доверия кому-либо. Например, чем больше возраст, тем ниже шансы, что другие люди меньшего возраста доверятся обсуждать с ними «важные вопросы».

#### Религия
Гомофилия по религии вытекает из обоих типов: контрольной группы и родственного спаривания.

#### Образование, род занятий и социальный класс
Семья происхождения отвечает за значительное количество гомофилии контрольной группы в отношении образования, рода занятий и социального класса.

#### Интересы
Гомофилия также возникает в группа со схожими интересами. Нам больше нравится взаимодействовать с индивидами, имеющими с нами сходство, поэтому мы имеем тенденцию активно искать такие связи. К тому же, по мере того, как всё больше пользователей начинает полагаться на Интернет в поиске для себя сообществ со схожими взглядами, на сайтах социальных сетей появляется всё больше нишевых сообществ. Это привело к популярности сайтов вроде Reddit в 2010-х, рекламирующего себя как «место для тысяч сообществ… и подлинного человеческого взаимодействия».

#### Социальные сети
Поскольку социальные сети во многом разделены по расе, сайты социальных сетей вроде Facebook также поощряют гомофильную атмосферу. Когда пользователь Facebook нажимает кнопку 'Нравится' или взаимодействует со статьёй определённой идеологии, Facebook продолжает показывать этому пользователю статьи схожей идеологии (считая их привлекательными). В исследовательской статье МакФерсон, Смит-Ловин и Кук (McPherson, Smith-Lovin, Cook, 2003) пишут, что гомогенные персональные сети приводят к ограниченным «социальным мирам таким образом, который имеет значительные последствия на то, какую информацию люди получают, какие отношения они формируют и в каких взаимодействиях участвуют». Эта гомофилия может поощрять разделение и эхо-камеры на сайтах социальных сетей, где люди со схожими идеологиями взаимодействуют только друг с другом.

## Причины и следствия

### Причины
География: гомофилия контрольной группы зачастую возникает, когда люди, живущие неподалёку, также имеют схожие характеристики. Для людей более вероятно контактировать с теми, кто географически ближе, чем с теми, кто далёк. Технологии, такие как телефон, электронная почта и социальные сети, уменьшили, но не отменили этот эффект.
Семейные связи: семейные отношения зачастую приводят к относительно близким, частым контактам даже среди тех, кто разделён большой географической дистанцией. Эти связи имеют тенденцию медленно ослабевать, но могут быть значительно реструктурированы, если заключаются новые браки.
Организации: школа, работа и волонтёрская деятельность обеспечивают наибольшую часть несемейных связей. Много дружественных, доверительных отношений и отношений социальной поддержки формируются в группах добровольцев. Социальная однородность большинства организаций создаёт сильную гомофилию контрольной группы в образующихся в них сетях.
Изоморфные источники: связи между людьми, занимающими эквивалентные позиции, стимулируют гомофилию в системе сетевых связей. Это распространёно в трёх сферах: на рабочем месте (например, начальники отделов по управлению персоналом имеют тенденцию ассоциироваться с другими начальниками отделов по управлению персоналом), в семьях (например, матери имеют тенденцию ассоциироваться с другими матерями) и в неформальных сетях.
Познавательные процессы: люди, схожие по демографическим показателям, имеют тенденцию иметь общее знание, поэтому им легче общаться и обмениваться культурными вкусами, что также генерирует гомофилию.

### Следствия
Согласно одному исследованию, восприятие межличностного сходства улучшает координацию и повышает ожидаемый выигрыш от взаимодействий, свыше эффекта простого «нравятся другие». Другое исследование утверждает, что гомофилия производит терпимость и кооперацию в общественном пространстве. Тем не менее, гомофильные паттерны также могут ограничивать доступ к информации или приобщение для меньшинств.
В настоящее время ограничивающие паттерны гомофилии могут широко наблюдаться на сайтах социальных сетей. Эту избирательность на сайтах социальных сетей можно проследить к истокам сети Facebook и перехода пользователей из MySpace в Facebook в начале 2000-х. Одно исследование этой перемены в базе пользователей сетей от Даны Бойд (danah boyd, 2011) обнаружило, что восприятие гомофилии повлияло на предпочтение многими пользователями одного сайта другому. Большинство пользователей выбрало быть более активными на том сайте, где были их друзья. Тем не менее, вместе со сложностями чувства принадлежности к группе, у людей схожего возраста, экономического класса и ожидаемого будущего (высшее образование и/или карьерные планы) были схожие причины предпочесть одну платформу социальной сети. Различные особенности гомофилии повлияли на перспективы каждого из рассмотренных сайтов.
Влияние гомофилии на диффузию информации и поведенческих привычек также является сложным. Некоторые исследования утверждают, что гомофилия упрощает доступ к информации, диффузию инноваций и поведенческих привычек, а также формирование социальных норм. Тем не менее, другие исследования выделяют механизмы, с помощью которых гомофилия может поддерживать несогласие, усиливать поляризацию мнений, вести к самоизоляции групп и замедлять формирование общего консенсуса.
Поскольку онлайн-пользователи имеют некоторую власть формировать и направлять окружение, влияние гомофилии продолжается. В зарубежном Твиттере были созданы и популяризированы термины, такие как «Stan Twitter» (сообщество тех, кто пишет о музыке, знаменитостях и т. п.), «Black Twitter» (относится к афроамериканским пользователям), «Local Twitter», для отделения себя на основе определённых измерений.
Гомофилия — это причина гомогамных браков между людьми со схожими характеристиками. Гомофилия является фактором рождаемости; повышенная рождаемость наблюдается у людей с тенденцией искать знакомства среди людей с общими характеристиками. Правительственные семейные политики имеют пониженное влияние на коэффициент рождаемости в подобных популяциях.